# Сиявуш паша (квартал)
„Сиявуш паша“ (на турски: Siyavuşpaşa) е квартал на Истанбул, разположен в околия Бахчелиевлер. Общата му площ е 0,81 км2. Според данни на Адресната система за регистриране на населението (ABPRS) към 2023 г. населението на „Сиявуш паша“ е 61 139 жители.